# Jorge Román
Jorge Román (Palo Santo, provincia de Formosa) es un actor argentino.
En 2003 fue nominado al Premio Cóndor de Plata por su papel protagónico como "El Zapa" en la película El bonaerense.
En 2019 interpretó el papel protagónico del boxeador Carlos Monzón en la serie de televisión Monzón. Asumió la interpretación del personaje principal ya entrado en años, con problemas de alcoholismo y violencia, en la cárcel, acusado de asesinar a su última pareja Alicia Muñiz; mientras que el joven Monzón, entre las edades de 16 y 32 años, fue interpretado por el actor Mauricio Paniagua.

## Filmografía
- Sol de otoño (1996)
- Cenizas del paraíso (1997)
- Ángel, la diva y yo (1999)
- Felicidades (2000)
- El bonaerense (2002)
- Potrero (2004)
- La mentira (2004)
- Mi mejor enemigo (2005)
- Nordeste (2005)
- La León (2007)
- Ulises (2011)

## Premios
| Premio        | Categoría                        | Año  |
| ------------- | -------------------------------- | ---- |
| Premio Clarín | Revelación Masculina en Cine     | 2002 |
| LesGaiCineMad | Premio del Jurado al Mejor Actor | 2008 |